# Anarosa Ale Molioo
MulipolaAnarosa Ale Molioo, née vers 1968, est une femme politique samoane.

## Biographie
Titulaire d'une licence d'études commerciales de l'université nationale des Samoa, elle travaille comme comptable pour des entreprises privées (dont Western Union) ainsi que pour le bureau de l'audit du gouvernement,.
Candidate pour le parti de centre-droit FAST aux élections législatives de 2021, elle est élue députée de la 1re circonscription de Palauli à l'Assemblée législative des Samoa. Le 24 mai, la Première ministre Fiame Naomi Mata'afa la nomme ministre des Finances dans son gouvernement, faisant d'elle la première femme à occuper cette fonction. En raison de la crise politique qui secoue le pays, ce n'est toutefois que le 27 juillet que le gouvernement entre en fonction. Mulipola Anarosa Ale Molioo est chargée de commencer à résorber la dette publique,,.
Le 6 septembre 2023, Fiame Naomi Mata'afa procède à un remaniement ministériel. Elle fait entrer dans son gouvernement Lautimuia Uelese Vaai, rétrogradant Mulipola Anarosa Ale Molioo aux fonctions de ministre des Femmes et du Développement communautaire et social. À ce poste, elle gère les relations du gouvernement avec les maires des villages, et avec les organisations non-gouvernementales.
Début janvier 2025, le président du parti FAST, Laauli Leuatea Schmidt, est inculpé pour faux, harcèlement, diffamation et entrave à la justice. La Première ministre le limoge alors de son poste de ministre de l'Agriculture. Mulipola Anarosa Ale Molioo prend parti pour son collègue déchu, et informe la Première ministre qu'elle ne peut plus la soutenir. De ce fait, Fiame Naomi Mata'afa la limoge à son tour du gouvernement le 14 janvier,.
En réponse, le 15 janvier, vingt membres du groupe parlementaire du parti s'assemblent et, sous la direction de Laauli Leuatea Schmidt, votent l'exclusion du parti de Fiame Naomi Mata'afa, du vice-Premier ministre Tuala Iosefo Ponifasio, et des ministres Olo Fiti Vaai, Faualo Harry Schuster, Toeolesulusulu Cedric Schuster et Leatinuu Wayne Sooialo. Ils élisent Laauli Leuatea Schmidt comme chef du parti, avec Leota Laki Sio comme adjoint, et Mulipola Anarosa Ale Molioo comme trésorière.